# Elzo
Elzo Aloísio Coelho, detto Elzo (Machado, 22 gennaio 1961), è un ex calciatore brasiliano, di ruolo centrocampista.

## Carriera

### Club
Ha giocato come centrocampista in formazioni minori brasiliane prima di approdare nel 1982 nell'Internacional e poi passare nel 1984 all'Atletico Mineiro.
Nel 1987 sbarca in Europa, ai portoghesi del Benfica, giungendo in finale di Coppa dei Campioni 1987-1988, dove i lusitani persero ai rigori contro il PSV, nonostante Elzo avesse trasformato il proprio tiro dal dischetto. L'anno successivo poi dette il suo contributo nella vittoria del Campionato portoghese.
In seguito tornerà in patria per indossare prima la maglia del Palmeiras e poi quella di formazioni minori.

### Nazionale
Con la Nazionale di calcio del Brasile ha fatto parte della spedizione ai Mondiali di Messico '86, giocando in tutte le partite dei brasiliani in tale manifestazione. In totale ha disputato 11 partite nella nazionale carioca.

## Palmarès
- Campionato Gaucho: 3

Internacional: 1982, 1983, 1984
- Campionato Mineiro: 2

Atletico Mineiro: 1985, 1986
- Campionato portoghese: 1

Benfica: 1988-1989